# Vaxtavla

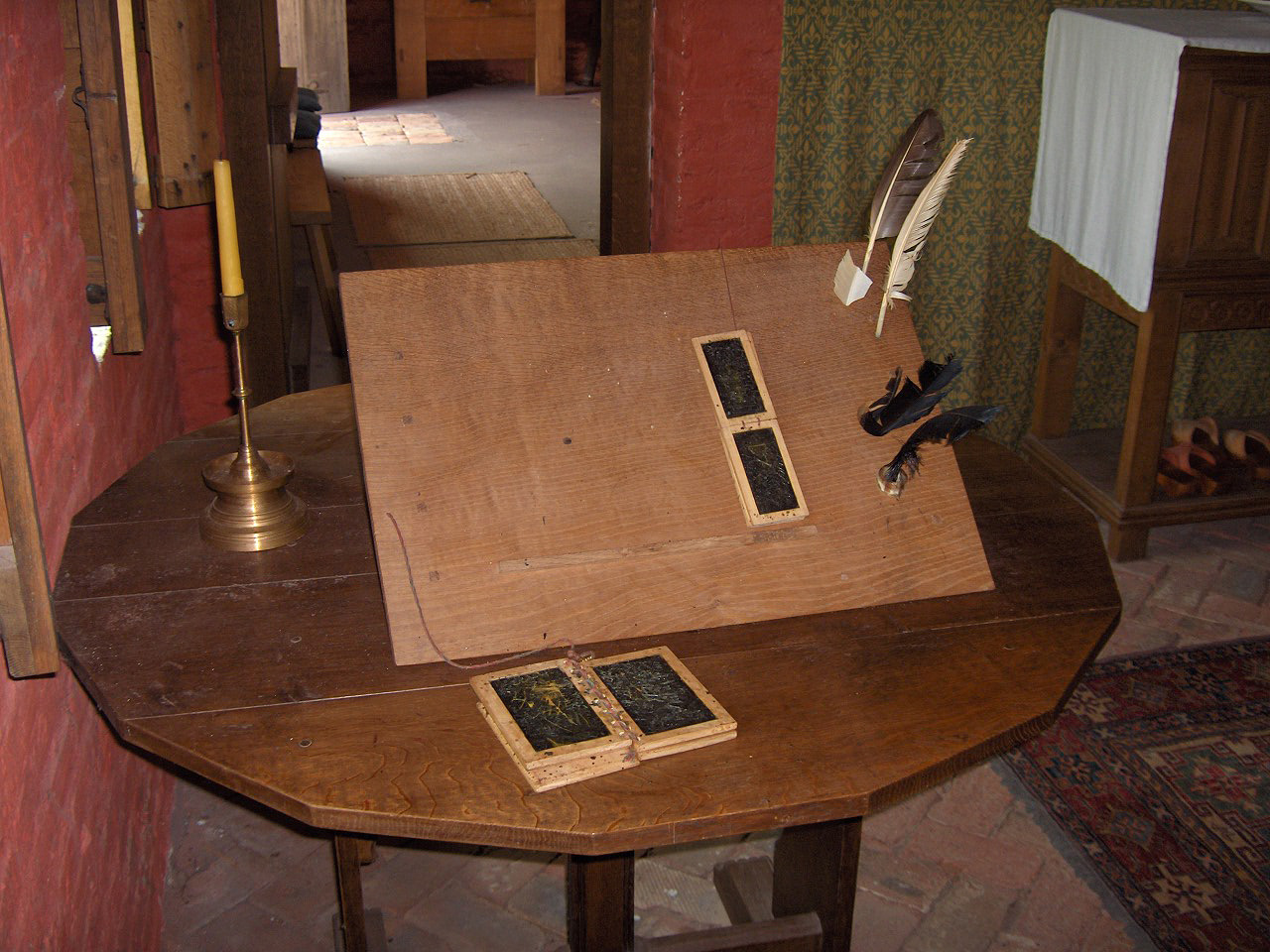
Vaxtavlor på en pulpet i ett belgiskt museum.

En vaxtavla är ett skrivunderlag som användes främst under antiken och medeltiden. En vaxtavla består av en grund form (vanligen av trä) i vilken man häller vax så att det bildar en slät yta. När vaxet har stelnat kan man göra anteckningar i det med ett skarpt stift, en stylus. När anteckningarna blivit inaktuella kan de utplånas genom att man gnider ut vaxet med stylusens baksida eller genom att smälta om vaxet. Vaxtavlor för personligt bruk var ofta hopfästade två och två. Den romerska författaren Ovidius beskriver i Ars amatoria hur man kan skriva osynlig skrift med mjölk på en till synes slät vaxtavla och sedan framkalla skriften genom att beströ den med kolpulver.